# Лудвиг I (Бавария)
Лудвиг I (на немски: Ludwig I., König von Bayern; * 25 август 1786, Страсбург; † 29 февруари 1868, Ница) е немски княз от династията на Вителсбахите и крал на Бавария (1825 – 1848).
Той наследява баща си Максимилиан I Йозеф през 1825 г. на баварския трон и напуска в революционната 1848 г. в полза на сина си Максимилиан II Йозеф.

## Произход и ранни години
Кръстеният като Лудвиг Карл Август е син на Максимилиан I и принцеса Августа Вихелмина Мария от Хесен-Дармщат. Кръстник му е Луи XVI (крал на Франция). Той е чичо на Елизабет Баварска, по-късната императрица на Австрия и Унгария.
По рождение е трудно чуващ и е възпитаван религиозно от 1797 г. от католическия свещеник Йосиф Антон Замбуга. Следва в университета на Ландсхут и след това в Гьотингенски университет. Учи литература и руски език.
На 12 октомври 1810 г. като баварски престолонаследник се жени за принцеса Тереза от Саксония-Хилдбургхаузен (1792 – 1854) (Принцовата сватба). Така се създава традицията на мюнхенския Октоберфест. Мястото, където се е провела сватбата и се провежда Октоберфест се казва в чест на принцесата Терезиенвийзе.

## Пътувания и строителство
През декември 1804 г., при пътуване до Рим, е впечатлен от класическото изкуство. По време на престоя си в Париж и в Италия създава колекция от антики. През 1816 г. нарежда да бъде построена Глиптотеката в Мюнхен – първият музей на античното изкуство в света. По-късно нарежда строежите на църквата „Лудвигскирхе“, Колонадата на пълководците (Feldherrnhalle), а Резиденцията е разширена от фон Кленце с нова фасада по подобие на флорентинския Палацо Пити. Другият предпочитан от Лудвиг I архитект, Фридрих фон Гертнер, е архитект на Дворцовата библиотека. Лудвиг I нарежда и построяването на Кралския площад (Königsplatz) и на Пинакотека. Друг важен проект на краля е огромния гръцки храм Валхала.
Като трон-принц той отива в Рим и купува Вила Малта. През 1817 г. е главен организатор на смъкването на министъра граф Монжела.

## Крал на Бавария
На 13 октомври 1825 г. след смъртта на баща му той става крал на Бавария. От 1837 г. той се нарича и херцог на Франкия, херцог на Швабия и Пфалц при Рейн.
През ноември 1826 г. той мести университета Лудвиг Максимилиан от Ландсхут в Мюнхен. Университетът става едно от най-блестящите средища на католицизма в Германия, въпреки че е отворен и за протестанти. Същевременно кралят връща в Бавария всички изгонени от граф Монжела църковни ордени с изключение на йезуитския.
През 1831 г. парламентът гласува намаляване на бюджета за големи строежи, поради което Лудвиг I се смята за предаден и изпитва огромно огорчение. В писмо до сина си Максимилиан пише: „Там, където трябваше да има благодарности, се сипят само упреци и обвинение след обвинение!“. Лудвиг I счита протестантството за извор на либерализъм и застава на страната на католицизма.
От 1846 г. става любовник на танцьорката Лола Монтес. На 9 февруари Лудвиг I затваря университета след протести, но два дни по-късно отменя мярката си и издава заповед Лола Монтес да напусне града. Лудвиг I застава отново на страната на протестантите, които също са против него. Френската революция е достигнала Бавария и кралят не е в състояние да удържи властта. На 20 март 1848 г. той абдикира в полза на сина си, Максимилиан II Йозеф.

## Следващи години
Живее още 20 години и умира на 29 февруари 1868 г. на 81 г. във вилата, която е взел под наем за зимата в Ница. Погребан е в базиликата Свети Бонифац на бенедиктинския манастир в Мюнхен.
Лудвиг I е също поет. Той посещава на 28 август 1827 г. Гьоте във Ваймар и му дава ордена на Бавария за седемдесет и осмата му годишнина.

## Деца
Лудвиг I има с Тереза девет деца:
- Максимилиан II Йозеф (1811 – 1864)
- Матилда Каролина (1813 – 1862)
- Ото I от Гърция (1815 – 1867), крал на Гърция
- Теодолинда Шарлота Луиза (1816 – 1817)
- Луитполд Баварски, принц – регент на Бавария (1821 – 1912)
- Аделгунда Августа Шарлота (1823 – 1914)
- Хилдегард Луиза Шарлота (1825 – 1864)
- Александра Амалия (1826 – 1875), игуменка и писателка
- Адалберт Вилхелм (1828 – 1875), ерц-принц на Гърция